# Oktiabr´skij (Kraj Kamczacki)
Oktiabr´skij (ros. Октябрьский) – osiedle w Rosji, w Kraju Kamczackim, w rejonie ust´-bolszerieckim, położone na mierzei przy dawnym ujściu rzeki Bolszaja do Morza Ochockiego, w sąsiedztwie dawnej osady portowej Czekawka. Powstało w 1933 roku pod nazwą Mikojanowskij (zamieszkiwali w nim pracownicy kombinatu rybnego im. Anastasa Mikojana, później im. Rewolucji Październikowej); w 1957 osiedle przemianowano na cześć rewolucji październikowej na Oktiabr´skij.